# Loïc Lagadec
Loïc Lagadec, né le 12 août 1974 à Annonay (Ardèche), est un prélat catholique français, évêque auxiliaire de Lyon depuis le 9 mars 2023.

## Biographie
Loïc Lagadec est baptisé à Sainte-Foy-lès-Lyon. Il passe ensuite la plus grande partie de son enfance à Vienne.
Après des études de commerce à Montpellier, Loïc Lagadec entre au séminaire Saint-Irénée de Lyon. Il étudie la théologie à l'Université catholique de Lyon et y obtient une licence et une maîtrise.
Il est ordonné prêtre pour le diocèse de Grenoble-Vienne le 26 juin 2005. De 2005 à 2009, il est vicaire de la paroisse Saint-François d'Assise de Bourgoin-Jallieu avant de devenir responsable de la pastorale des jeunes puis vicaire épiscopal à la jeunesse en 2011.
En 2016, il devient vicaire général du diocèse de Grenoble-Vienne. De février à octobre 2022, lors de la vacance du siège épiscopal à la suite de la nomination de Guy de Kerimel à Toulouse, il est administrateur du diocèse jusqu'à la nomination de Jean-Marc Eychenne,. Il est ensuite renommé vicaire général auprès de Jean-Marc Eychenne dans le  diocèse de Grenoble-Vienne en 2022.

### Évêque
Le 9 mars 2023, le pape François le nomme évêque auxiliaire de Lyon et évêque titulaire de Carpentras, à la suite de la nomination d'Emmanuel Gobilliard, pour le diocèse de Digne, Riez et Sisteron le 15 octobre 2022. Il est ordonné évêque le 30 avril en la cathédrale Saint Jean de Lyon, par l'archevêque métropolitain de Lyon, Olivier de Germay. Les évêques co-consécrateurs sont Guy de Kerimel, archevêque de Toulouse et Jean-Marc Eychenne, évêque de Grenoble-Vienne. Est aussi présent Celestino Migliore, nonce apostolique en France. Alors âgé de 48 ans, il est, au moment de sa nomination, le plus jeune évêque de France, il est surpassé par Grégoire Drouot, évêque nommé de Nevers, en mars 2024.